# Chapeau de Napoléon
Der Chapeau de Napoléon (deutsch «Napoleonshut») ist ein rund 1000 Meter hoher Bergsporn und Aussichtspunkt oberhalb von Fleurier und Saint-Sulpice im Schweizer Kanton Neuchâtel.
Er befindet sich auf der südwestlichen Seite der Klus von St-Sulpice und ist der östliche Teil der Montagne de Buttes.
Die runde Kuppe des Kalkfelsens erinnert an den Napoleonshut, woher auch der Name stammen dürfte. Ältere Anwohner kennen den Berg noch unter dem Namen Le Righi neuchâtelois (deutsch «die Neuenburger Rigi»). Unterhalb der Bergkuppe, deren höchste Erhebung der Queue du Porc (1068 m ü. M.) ist, befindet sich auf 960,9 m ein Aussichtspunkt mit Restaurant, welcher sowohl zu Fuss, als auch per Auto erreichbar ist.
Unterhalb der Schulter befinden sich zwei übereinander liegende Höhlen. Die untere, grössere Höhle liegt auf einer Höhe von 910 m und ist auf einer Gesamtlänge von 264 m erforscht (Lage). Jean-Pierre Jéquier konnte in der Höhle 1964 die Höhlenspinne Porrhomma microphthalmum mierophthalmum nachweisen.